# 뱌젬스키 (도시)

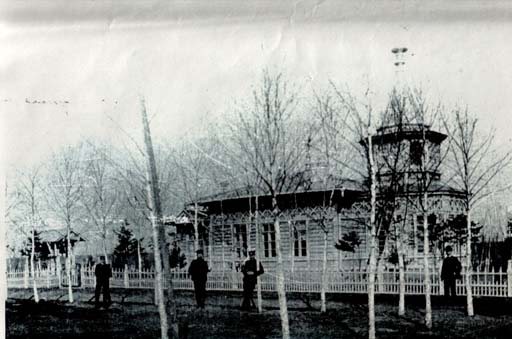

뱌젬스키(러시아어: Вя́земский)는 러시아 하바롭스크 지방 남부에 위치한 도시로, 인구는 15,760명(2002년 기준)이다. 하바롭스크(하바롭스크 지방의 행정 중심지)에서 남서쪽으로 130km 정도 떨어진 곳에 위치하며 우수리강을 경계로 중화인민공화국 헤이룽장성 자무쓰 시의 푸위안 시와 접한다.
1895년 하바롭스크와 블라디보스토크를 연결하는 철도(훗날 시베리아 횡단 철도의 최동단 구간이 됨)가 건설되면서 신설되었고 1951년 시로 승격되었다. 도시 이름은 시베리아 횡단 철도의 하바롭스크-블라디보스토크 구간의 초대 주임 기사였던 오레스트 뱌젬스키에서 유래된 이름이다.